# Isabella Quaranta
Pour les articles homonymes, voir Quaranta.
Isabella Quaranta, née Isabella Maria Rosa Teresa Quaranta à Turin le 30 décembre 1892 et morte à Milan le 3 avril 1975, est une actrice de cinéma italienne active au cinéma muet de 1912 à 1917.

## Biographie
Isabella Quaranta est engagée par la maison de production Itala Film. Elle est jugée en 1912 comme « attrice brillante » (actrice brillante). Sa carrière est assez brève, mais significative, car elle a joué des rôles principaux dans des films comme Romanticismo (1915) et Una mascherata in mare (1917).
Isabella Quaranta a une sœur jumelle, Letizia et une sœur aînée était actrice Lidia, toutes deux aussi actrices.

## Filmographie partielle
- 1912 : Alza una gamba e balla! de Mario Morais
- 1912 : Ho l'onore di chiedere la mano di vostra figlia de Mario Morais
- 1913 : Un qui-pro-quo d'Alberto Degli Abbati
- 1914 : L'orrendo blasone d'Amleto Palermi
- 1915 : Nudo di zingara de Gabriel Moreau
- 1915 : Romanticismo de Carlo Campogalliani
- 1915 : Il pescatore del Rhóne  d'Alfredo Santoro
- 1917 : Redenzione de Victor Tarasco
- 1917 : Tragica visione de Victor Tarasco
- 1917 : Una mascherata in mare  de Domenico Gaido